# Ghost Note
Bei einer Ghost Note (oder Ghost-Note), genannt auch Zwischenschlag, handelt es sich um einen leisen Schlag, der hauptsächlich auf Rhythmus-Instrumenten (Schlagzeug, Perkussion) gespielt wird und dazu dient, einem Rhythmus mehr Groove und Dynamik zu verleihen. Bei der Gitarre sind Ghost Notes leere Saiten, die kurz vor einem darauf folgenden Ton gespielt werden und diesen rhythmisch vorbereiten. In der Ausführung handelt es sich um auf leeren Saiten durchgeführte Dead Notes.

## Verwendung und Zweck
Ghost Notes werden gezielt von Percussionisten, Schlagzeugern und Rockgitarristen eingesetzt, um dem Rhythmus mehr Tiefe und  Fülle zu verleihen. Hierzu kann der betreffende Musiker verschiedene Spieltechniken verwenden, die sich oft nach dem Musikstil richten und dementsprechend das gewünschte Ergebnis erzielen (Lautstärke, Schlagfrequenz). Darüber hinaus bietet die Tatsache, dass der Musiker zuvor schon die überzähligen Schläge gespielt hat, im Verlauf des Stückes die Möglichkeit, einzelne vorher unbetonte Schläge zu betonen. Dadurch kann er dem Rhythmus ohne großen Aufwand eine völlig neue Wendung geben und mehr Dynamik erzeugen.
Ghost Notes haben heute in fast allen bekannten Musikstilen Verbreitung gefunden, und auch auf anderen Instrumenten werden die Zwischenschläge immer häufiger. Selbst auf dem Klavier finden sie Verwendung.